# Lasterbach
Der Lasterbach, im Unterlauf Steinbach genannt, ist ein etwa neunzehn Kilometer langer linker und nordöstlicher Zufluss des Elbbaches im Westerwald.

## Geographie

### Verlauf
Der Lasterbach entspringt auf einer Höhe von etwa 569 m ü. NHN in einem Waldgebiet östlich von Rennerod, gleich neben dem Naturschutzgebiet Wacholderheide.
Er fließt zunächst in nordwestlicher Richtung, schlägt dann einen Bogen nach Südwesten und zieht am Fuße des Lichtenbergs entlang.  Kurz danach kreuzt er die K 47 und wendet sich nach Süden. Nach weiteren 500 Metern ändert er seine Fließrichtung nach Südwesten. Sein Weg führt nun durch Felder und Wiesen, bis er nach etwa einem Kilometer den Nordostrand von Oberrod erreicht. Er durchläuft die Ortschaft, etwas später  speist ihn kurz vor Elsoff auf seiner linken Seite der Mittelsbach. Der Lasterbach durchfließt Elsoff zunächst in Richtung Westen, ändert bei der Dörnerstraße seinen Lauf nach Südwesten und passiert dann das mit Elsoff verwachsene Mittelhofen. Er verlässt nun die Ortschaft und wird in der Nähe der Neumühle auf seiner rechten Seite von dem aus Hüblingen kommenden Krummbach verstärkt. Dort befinden sich auch eine Reihe kleinerer Teiche. Der Lasterbach führt nun am Hof Krempel (seit 1415) vorbei und fließt dann am östlichen Fuße des Kringenbergs entlang. An seinem Ufer von Bäumen gesäumt, schlängelt der Bach sich durch Wiesen, bis er nach gut einem Kilometer Neunkirchen betritt.
Er verlässt den Ort auf der Höhe der Heimstraße und wechselt nach etwa 1,3 Kilometer unweit der Birkenmühle von Rheinland-Pfalz nach Hessen. Er fließt jetzt durch Grünland in einer Talmulde, die zwischen dem Hohlen Stein und dem Heidersberg liegt, und passiert danach den Waldbrunner Ortsteil Hausen. In Hausen stehen noch drei alte Mühlen: die Damm-Mühle (seit 1491), die Birkenmühle und die Feigenmühle (beide seit 1699). Er setzt seinen Weg nach Süden fort, fließt den Westrand von Ellar entlang und danach durch den Ort selbst. Nach der Unterquerung der Dorchheimer Straße wendet er sich nach Südwesten, durchquert eine Wiese und erreicht südlich des Mühlhölzchen (315 m ü. NN), nun westwärts fließend, die Gadelheimer Mühlen (Neumühle, Obere-, Mittlere- und Untere Gadelheimer Mühle).
Bei Dorchheim, das er an der schmalsten Stelle des Ortes durchfließt, wendet er sich nach Südwesten, kreuzt die B 54 und mündet schließlich nordwestlich des Elbtaler Ortsteils Heuchelheim und auf einer Höhe von etwa 401 m ü. NHN als Steinbach in den Elbbach.

### Zuflüsse
- Mittelsbach  (links), 1,8 km
- Krummbach (rechts), 5,7 km

### Flusssystem Elbbach
- Fließgewässer im Flusssystem Elbbach

## Daten und Charakter
Der Lasterbach ist ein Gewässer III. Ordnung. Er ist ein grobmaterialreicher, silikatischer Mittelgebirgsbach, sein Unterlauf hat ein starkes Sohlgefälle und führt grobes Geröll. Sein Einzugsgebiet umfasst eine Fläche von 44,4 km².
An seinem Oberlauf, im Tal südöstlich von Rennerod, kommen der Dunkle Wiesenknopf-Bläuling und der Helle Wiesenknopf-Ameisenbläuling vor.